# Illusion (zespół muzyczny)
Illusion – polski zespół muzyczny wykonujący szeroko pojętą muzykę rockową.

## Historia

### Biografia zespołu (1992–1999)
Zespół stworzyli w  1992 roku były muzyk grup She i Skawalker Tomasz „Lipa” Lipnicki, Jerzy „Jerry” Rutkowski oraz Paweł Herbasch. Pierwszy koncert grupy odbył się w lutym tego samego roku w Gdańsku. Jeszcze w sierpniu tego samego roku dołączył do nich Jarosław Śmigiel. Skład ów pozostał niezmieniony przez całą aktywną historię zespołu do 1999.
Grupa rozpoczęła działalność koncertową w drugiej połowie 1992 dając kilka koncertów w Niemczech. Illusion został zwycięzcą pierwszej edycji konkursu Marlboro Rock-in w maju 1993, w lipcu zagrał jako support przed występem Iggy Pop na warszawskim Torwarze, zaś w sierpniu zagrał na polskich festiwalach w Jarocinie i Festiwalu Energii Sztuki Żarnowcu (oba w sierpniu 1993), po czym pojawił się na festiwalu Gampel w Szwajcarii (zaraz po nich na scenie wystąpił były wokalista The Animals – Eric Burdon). Występ tamże stanowił jedną z nagród przewidzianych za zwycięstwo na festiwalu Marlboro Rock-in, natomiast inną było nagranie albumu i wydanie go przez wytwórnię Polton.
Debiutancka płyta grupy ukazała się w listopadzie 1993 pod nazwą Illusion. Wydawnictwo ujawniało fascynację członków grupy modnym wówczas grungem (w szczególności dokonaniami amerykańskich zepołów Soundgarden, Alice in Chains, Pearl Jam, Nirvana, Helmet, Rage Against the Machine), połączonym z ciężkim brzmieniem Pantery i elementami rapu, wprowadzonymi pod wrażeniem twórczości grupy Cypress Hill. Styl będący wypadkową ww. wpływów dopełniały teksty Lipnickiego, które w sposób prosty opisywały codzienne życie i rzeczywistość. Na albumie gościnnie pojawili się: wokalista Grzegorz „Guzik” Guziński (Ndingue, Red Rooster, później Flapjack) oraz gitarzysta Janusz Sokołowski (eks-Apteka). W grudniu 1993 debiutancki krążek wziął udział w cyklu Wojna z trzema schodami w Gdańsku. W kwietniu 1994 Illusion ruszył w trasę razem z Incrowd. W maju wystąpił podczas finału kolejnej edycji Marlboro Rock-in w Warszawie przed grupą The Mission, by w sierpniu być jedną z gwiazd Festiwalu w Jarocinie. W 1994 zespół zagrał na festiwalu w niemieckim Burscheld.
Druga płyta zespołu zatytułowana Illusion 2 z 1994 była bardziej dopracowana i przemyślana – cechowały ją potężne brzmienie, ostre i rwane riffy oraz agresywny wokal „Lipy”. Płyta była dziełem wyjątkowo spójnym zarówno pod względem muzycznym, jak i tekstowym – opisując brutalizację życia w Polsce. Z tego albumu pochodził utwór „Nóż”, do dziś będący (obok piosenki „Cierń” z pierwszej płyty) najbardziej rozpoznawalną wizytówką grupy. Głównie właśnie dzięki temu utworowi Lipnicki został nominowany w tym samym roku do statuetki „Fryderyka” w kategorii „Najlepszy wokalista”. W nagrywaniu płyty uczestniczyli perkusista Maciej „Ślimak” Starosta (Acid Drinkers, Flapjack) i ponownie „Guzik”.
W marcu i kwietniu 1995 odbyła się trasa obejmująca kilkanaście koncertów w klubach całego kraju. Illusion występował podczas niej w towarzystwie grupy Flapjack i okresowo również Dynamind. Koncerty stanowiły połączenie bezkompromisowej muzyki, żywiołowości i humoru. Illusion i Flapjack każdy występ kończyli utworem zagranym wspólnie. Podczas wspomnianej trasy zespół poprzedzał także koncert amerykańskiej formacji Pro Pain w warszawskim Colosseum. Ponadto grupa wzięła udział w katowickim Spodku w Pożegnaniu Karnawału i Odjazdach (podczas tej drugiej imprezy wyszła na scenę przed zespołami Therapy? i H-Blockx).
Następny album Illusion – noszący konsekwentny tytuł Illusion 3 – pojawił się jak zwykle w listopadzie, tym razem 1995. To najbardziej zróżnicowana płyta w całym dorobku kwartetu. Można znaleźć na niej nie tylko utwory typowo mocno gitarowe (np. „Nikt”, „Vendetta”), ale również spokojniejsze, lekko psychodeliczne (np. „Wrona”, „Don't Creep”). W warstwie tekstowej Lipnicki ponownie dał wyraz sprzeciwu wobec łamaniu praw człowieka, poniżania innych, przemocy. W nagraniu albumu uczestniczyli gościnnie Radosław Wołas z zaprzyjaźnionego zielonogórskiego zespołu Stillborn oraz realizator dźwięku Tomasz Bonarowski (instrumenty klawiszowe, perkusja). Album został nominowany do „Fryderyka” w kategorii „Muzyka alternatywna”, a Lipnicki ponownie w kategorii „Wokalista”.
Do lipca 1996 Illusion odbył dwie trasy koncertowe. Pierwszą w marcu ponownie z grupami Flapjack i Dynamind – trasa obejmowała kilkanaście największych miast Polski. Drugą w maju tego, zaś fragmenty z niej wykorzystane zostały do wydania w październiku tego samego albumu koncertowego Illusion 4 – Bolilol Tour. Płyta ta, zawierająca najlepsze kompozycje znane z poprzednich wydawnictw, potwierdziła opinię, że Illusion to jeden z najlepszych polskich koncertowych zespołów lat 90., grający porywające i energetyczne koncerty. Osobliwym elementem albumu są zarejestrowane komentarze Lipnickiego w czasie koncertu, najczęściej stanowiące humorystyczną treść. W lipcu zespół wystąpił na festiwalu w Węgorzewie. Na przełomie lutego i marca 1997 ruszył w kolejną trasę, tym razem z formacją Funny Hippos.
Jesienią 1996 ukazała się mało formatowa książeczka poświęcona Illusion zatytułowana Kły.
W 1998 została wydana kolejna płyta Illusion 6. Dzieło było pierwszym i jedynym wydanym nakładem wytwórni Izabelin Studio/Polygram Polska. Album został zrealizowany w sposób profesjonalny, zawierał jak zwykle zróżnicowane stylowo utwory, jednak generalnie ujawniał inne oblicze grupy – m.in. pojawiły się na nim również elektroniczne wstawki, co nie bardzo przypadło do gustu bardziej konserwatywnym słuchaczom. Sam Lipnicki przyznawał, że muzycy mają potrzebę grania innych dźwięków, a nowa płyta jest bardziej dojrzałą muzyką grupy, mającą transowy charakter. Teksty na albumie, tak jak na wcześniejszych, dotyczyły: głupoty, przemocy, wykorzystywania ludzi. Materiał muzyczny znów był bardzo zróżnicowany, obok wolnego „Niedaleko” pojawiły się także bardzo szybkie utwory jak „Zlew” czy „Pukany”. W realizacji albumu gościnnie udzielili się członkowie zespołu Tuff Enuff.
W 1999 roku ich utwór znalazł się na drugiej składance Muzyka przeciwko rasizmowi, firmowanej przez  Stowarzyszenie „Nigdy Więcej”.
14 listopada 1999 roku w gdańskim klubie „Kwadratowa” odbył się pożegnalny koncert zespołu. Trwał on około 2,5 godziny i obejmował wszystkie bardziej znane utwory Illusion.

### Dalsze losy, reaktywacje
Po przerwaniu działalności zespołu Tomasz Lipnicki powołał do życia grupę Lipali, zaś Paweł Herbasch i Jarosław Śmigiel współtworzyli formację Oxy.gen.
21 czerwca 2004 nakładem wytwórni Metal Mind Productions wydano wznowienia dotychczasowych albumów grupy w postaci zremasterowanych reedycji wraz z materiałami bonusowymi (niepublikowane dotąd utwory i teledyski).
13 grudnia 2008 roku w Hali Stulecia we Wrocławiu Illusion pojawił się na jednorazowym występie podczas wspólnego koncertu wraz z zespołami Acid Drinkers, Coma, Hunter. Grupa wystąpiła w pierwotnym składzie, jednak stanowisko gitarzysty zajął „Siwy” z formacji Tuff Enuff. Jerzy Rutkowski zagrał jedynie w trzech utworach na gitarze akustycznej.
Wznowienie działalności grupy nastąpiło w 2011. W czerwcu uruchomiono oficjalną stronę internetową Illusion, na której informowano o planach zespołu. Grupa stworzyła w tym czasie nowy singiel pod nazwą „Solą w oku”, do którego powstał teledysk. Grupa nagrała także drugi nowy utwór pt. „Tron” – obie piosenki zostały opublikowane na nowym albumie kompilacyjnym pt. The Best of Illusion, którego premiera odbyła się 8 listopada 2011.
Jesienią 2011 grupa wystąpiła na trzech dużych koncertach w ramach minitrasy. Występy odbyły się kolejno 1 października w Katowicach (Spodek), 5 listopada w Gdańsku (Ergo Arena) i 25 listopada w Warszawie (Torwar). Podczas koncertów rejestrowano materiał wideo na potrzeby wydawnictwa DVD. Podczas minitrasy wraz z Illusion wystąpiły zaprzyjaźnione z nimi, a zarazem również reaktywowane zespoły Tuff Enuff i Flapjack, a ponadto None.
2 lutego 2012 na stronie internetowej grupy poinformowano o trasie koncertowej z okazji 20-lecia istnienia zespołu. W marcu 2012 potwierdzono pierwsze terminy występów przewidziane na maj 2012 oraz udział w edycji festiwalu Ursynalia – Warsaw Student Festival 3 czerwca 2012 u boku takich zespołów jak Slayer, Billy Talent, Mastodon, Gojira, Michał Jelonek, Armia, Luxtorpeda i My Riot.

### Powrót po 16 latach

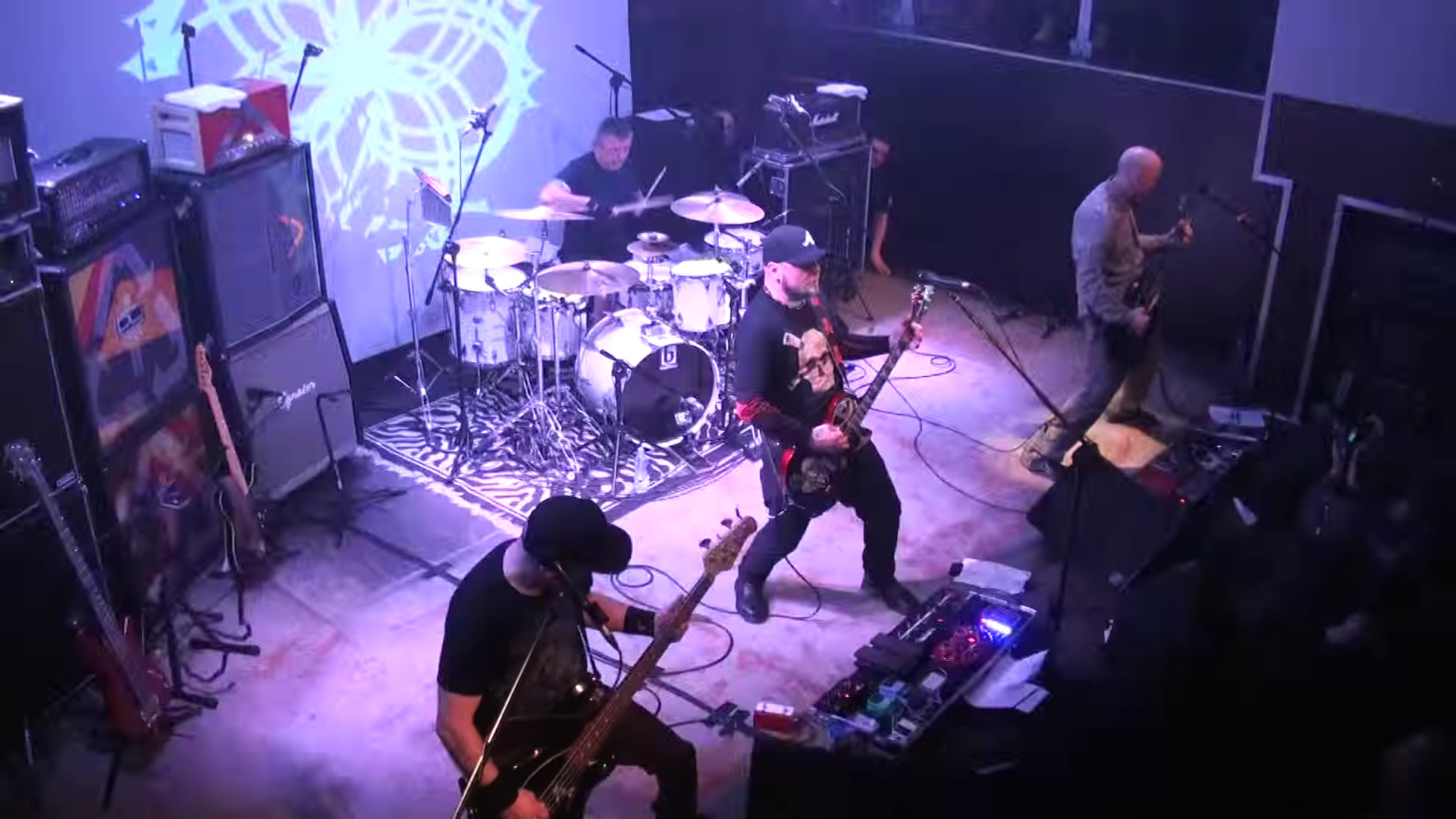
Koncert zespołu, 2014

W 2012 Paweł Herbasch, Jerzy Rutkowski i Jarek Śmigiel rozpoczęli pracę nad nowym materiałem. Tomasz Lipnicki, zajęty wtedy Lipali, dołączył wiosną 2013. 26 lutego 2014 ukazał się singel pt. „O przyszłości”, który był zapowiedzią nowej płyty grupy. Album zatytułowany Opowieści miał swoją premierę 22 marca 2014 r.. Na płycie znalazło się dziewięć utworów, w tym jeden instrumentalny. Za produkcję, tak jak w przypadku poprzednich płyt, odpowiadał Adam Toczko. Masteringiem zajął się Adam Ayan (zdobywca statuetek Grammy) z Gateway Mastering w Portland, odpowiedzialny m.in. za brzmienie albumów Pearl Jam, Rolling Stones, Nirvany, The Animals czy Foo Fighters. W artbooku opracowanym przez Kacpra Rachtana wykorzystane zostały grafiki Istvána Orosza – węgierskiego grafika i ilustratora znanego z wykorzystywania w swoich pracach złudzeń optycznych, figur niemożliwych oraz anamorfozy.
Pod koniec 2017 roku odbyła się trasa koncertowa z okazji 25-lecia istnienia zespołu. 9 marca 2018 roku został wydany szósty album studyjny, zatytułowany Anhedonia, na którym znalazł się singel „Kto jest winien?”.

## Dyskografia
| 1993                           | Illusion - Data: 21 listopada 1993 - Wydawca: Polton                    | —  | - złota płyta |
| 1994                           | Illusion 2 - Data: 21 listopada 1994 - Wydawca: Polton                  | —  | - złota płyta |
| 1995                           | Illusion 3 - Data: 27 listopada 1995 - Wydawca: Polton                  | —  | - złota płyta |
| 1996                           | Illusion 4 – Bolilol Tour - Data: 7 października 1996 - Wydawca: Polton | —  |               |
| 1998                           | Illusion 6 - Data: 2 marca 1998 - Wydawca: PolyGram Polska              | —  |               |
| 2012                           | Live - Data: 19 czerwca 2012 - Wydawca: J&J MusicArt                    | 17 |               |
| 2014                           | Opowieści - Data: 22 marca 2014 - Wydawca: PRESSCOM                     | 3  |               |
| 2018                           | Anhedonia - Data: 9 marca 2018 - Wydawca: PRESSCOM                      | 3  |               |
| „—” pozycja nie była notowana. |                                                                         |    |               |

| Rok  | Tytuł                                                                 | Pozycja na liście |
| Rok  | Tytuł                                                                 | POL               |
| ---- | --------------------------------------------------------------------- | ----------------- |
| 2011 | The Best of Illusion - Data: 8 listopada 2011 - Wydawca: J&J MusicArt | 22                |

| 1995                           | „Bracie”           | 5  | –  | —  | Illusion 2           |
| 1995                           | „Wojtek”           | 17 | –  | —  | Illusion 2           |
| 1995                           | „To co ma nadejść” | 28 | –  | —  | Illusion 3           |
| 1996                           | „Vendetta”         | 6  | –  | —  | Illusion 3           |
| 1996                           | „KEFF”             | 36 | –  | —  | Illusion 3           |
| 1996                           | „140”              | 30 | –  | —  | Illusion 3           |
| 1998                           | „Trzy ptaki”       | 31 | 46 | —  | Illusion 6           |
| 1998                           | „Skoczny”          | 25 | –  | —  | Illusion 6           |
| 1999                           | „Niedaleko”        | 40 | –  | —  | Illusion 6           |
| 2011                           | „Solą w oku”       | 17 | –  | 10 | The Best of Illusion |
| 2011                           | „Tron”             | –  | 19 | —  | The Best of Illusion |
| 2014                           | „O przyszłości”    | –  | 19 | —  | Opowieści            |
| 2014                           | „O trudzie wyboru” | –  | 41 | —  | Opowieści            |
| 2018                           | „Kto jest winien?” | –  | 34 | —  | Anhedonia            |
| „—” pozycja nie była notowana. |                    |    |    |    |                      |

## Teledyski
| Rok  | Tytuł              | Reżyseria/Realizacja                   | Album                | Źródło        |
| ---- | ------------------ | -------------------------------------- | -------------------- | ------------- |
| 1993 | „Cierń”            | —                                      | Illusion             | [ 42 ]        |
| 1994 | „Wojtek”           | Yach Paszkiewicz                       | Illusion 2           | [ 42 ]        |
| 1994 | „Nóż”              | Yach Paszkiewicz                       | Illusion 2           | [ 43 ]        |
| 1995 | „Vendetta”         | —                                      | Illusion 3           | [ 42 ]        |
| 1995 | „Nikt”             | —                                      | Illusion 3           | [ 42 ]        |
| 1996 | „140”              | —                                      | Illusion 3           | [ 42 ]        |
| 1998 | „Trzy ptaki”       | —                                      | Illusion 6           | [ 42 ]        |
| 2011 | „Solą w oku”       | Marcin Pawełczak, Holeinmoon, Musicart | The Best of Illusion | [ 44 ] [ 45 ] |
| 2014 | „O przyszłości”    | Mateusz Winkiel, Mania Studio          | Opowieści            | [ 46 ] [ 47 ] |
| 2017 | „Kto jest winien?” | Mateusz Winkiel                        | Anhedonia            |               |
| 2019 | „Śladem krwi”      | Ania Kocińska, Adam Rotnicki           | Anhedonia            |               |

## Nagrody i wyróżnienia
| Rok  | Kategoria                                       | Nagroda    | Uwagi     |
| ---- | ----------------------------------------------- | ---------- | --------- |
| 1995 | „Wokalista roku” (Tomasz Lipnicki)              | „Fryderyk” | Nominacja |
| 1996 | „Wokalista roku” (Tomasz Lipnicki)              | „Fryderyk” | Nominacja |
| 1996 | „Album roku – muzyka alternatywna” (Illusion 3) | „Fryderyk” | Nominacja |
| 1999 | „Album roku – hard & heavy” (Illusion 6)        | „Fryderyk” | Nominacja |
| 2012 | „Piosenka roku” („Solą w oku”)                  | „Fryderyk” | Nominacja |
| 2020 | „Album roku – rock” (Anhedonia)                 | „Fryderyk” | Nominacja |